# Траби, Лайла
Лайла Хмату Траби (фр. Laila Hmatou Traby, араб. ليلى طرابي‎, род. 26 марта 1979, Эль-Аюн) — марокканская и французская легкоатлетка, выступавшая в беге на средние и длинные дистанции и кроссе. Бронзовый призёр чемпионата Европы по лёгкой атлетике 2014 года, серебряный призёр чемпионата Европы по кроссу 2013 года.

## Биография
Лайла Траби родилась 26 марта 1979 года в городе Эль-Аюн, контроль над которым оспаривают Марокко и САДР.
Занималась лёгкой атлетикой в спортивном институте в Рабате. Входила в сборную Марокко. В 2005 году со скандалом эмигрировала во Францию, заявив, что Федерация лёгкой атлетики Марокко добавила секунду к её квалификационному результату и тем самым лишила права участвовать в Панарабских играх 2004 года из-за её западносахарского происхождения.
В 2013 году получила гражданство и стала представлять Францию на международных соревнованиях. В том же году стала серебряным призёром чемпионата Европы по кроссу в Белграде на дистанции 8 км в командном зачёте.
В 2014 году стала чемпионкой Франции в беге на 5000 метров. В том же году завоевала бронзовую медаль чемпионата Европы по лёгкой атлетике в Цюрихе. В беге на 10 000 метров она финишировала с результатом 23 минуты 26,03 секунды, уступив 3,74 секунды выигравшей золото Джоанн Пейви из Великобритании.
7 ноября 2014 года полиция обнаружила в холодильнике в квартире, где Траби жила во время сборов в Восточных Пиренеях, ампулы и шприцы с запрещёнными препаратами — эритропоэтином и соматропином. Легкоатлетка сначала утверждала, что она не Лайла Траби, затем заявила, что говорит только по-арабски, и отказалась подписывать документы, в результате чего была арестована. Позже Траби заявила, что стала жертвой заговора. Однако анализ крови показал присутствие эритропоэтина в её организме.
18 мая 2015 года Французское антидопинговое агентство дисквалифицировало Траби на 3 года. После окончания дисквалификации не выступала.

## Личные рекорды
- Бег на 800 метров — 2.02,27 (7 июля 2004, Рабат)[2]
- Бег на 1500 метров — 4.11,31 (12 июля 2009, Танжер)[2]
- Бег на 3000 метров — 9.22,66 (6 мая 2012, Мартиг)[2]
- Бег на 5000 метров — 15.48,23 (22 июня 2014, Брауншвейг)[2]
- Бег на 10 000 метров — 32.26,03 (12 августа 2014, Цюрих)[2]
- Бег на 5 км — 16.05 (13 октября 2013, Рен)[2]
- Бег на 10 км — 31.56 (31 января 2014, Абу-Даби)[2]